# الله الابن
الله الابن (باليونانية: Θεὸς ὁ υἱός ، لاتيني: Deus Filius) هو الأقنوم الثاني من الثالوث في اللاهوت المسيحي. عقيدة الثالوث تحدد يسوع على أنه تجسد الله متحدًا في الجوهر (متكافئًا) ولكنه متميز شخصيًا فيما يتعلق بالله الآب والله الروح القدس (الأقنوم الأول والثالث من الثالوث).

## الأزلية والتجسد
طبقًا للمعتقدات المسيحية وللعهد الجديد فإن يسوع موجود منذ الأزل وهو غير مخلوق لكونه من الله، يعتمد على عدد من آيات العهد الجديد لإثبات ذلك(1) أبرزها فاتحة إنجيل يوحنا: في البدء كان الكلمة، وكان الكلمة عند الله وكان الكلمة هو الله.يوحنا 1/1] ثار بداية القرن الرابع جدل حول إذا ما كانت الآيات التي يعتمد عليها اليوم في إثبات أزليته تعني أنه أزلي حقًا أو أنه قد خلق قبل إنشاء العالم ولكنه بالنهاية خليق، دعيي مؤيدو النظرية الثانية «بالعدميين» لأنهم أشاروا إلى خلق الابن من العدم، واعتبر المذهب الآريوسي جامعًا لهم، ما دفع إلى انعقاد مجمع نيقية في مايو ويونيو 325 لحسم الجدل في القضية، ووجد المجمع بأغلبية 316 أسقفًا من أصل 318 أسقف شاركوا به بأن الابن كالآب يتمتع بصفة الأزلية أي أنه لا بداية له.
يعتقد المسيحيون بما فيهم من عارض أزلية المسيح وألوهيته الكاملة، بأن هذا الابن والذي يسمى أيضًا الكلمة به قد خلق العالم،يوحنا 10/1] ولأجله،كولوسي 16/1] وأنه قد صار بشرًا،يوحنا 14/1]1كورنثس 47/15] ودعي يسوع، فعيد الميلاد هو ذكرى ميلاده بالجسد وليس خلقه كسائر البشر، إذ إنه: الكائن في صورة الله، لم يعتبر مساواته لله خلسة أو غنيمة يتمسك بها، بل أخلى ذاته متخذًا صورة عبد صائرًا شبيهًا بالبشر.فيلمون 6/2] أي قد أخذ اختياريًا جسدًا بشريًا وطبيعة بشرية دون أن يكفّ عن أن يكون الله، بمعنى آخر لم يتخل عن لاهوته ليصير إنسانًا بل نحى جانبًا من مجده وسلطانه ومعرفته ليستطيع أن يكون خاضعًا للزمان والمكان والكثير من الحدود البشرية الأخرى. فهو بتجسده شابه البشر بكل شيء عدا الخطيئة، وكان بذلك الإنسان الوحيد على الأرض الذي ظهر دون خطيئة. وعلى الرغم من تجسده فهو لم يبارح مكانه في السماء ولم ينفصل عن الآب،يوحنا 13/3] ذلك لأن الطبيعة الإلهية وفق المعتقدات الفلسفية والدينية عمومًا، منزهة عن التغيير والانقسام.
السبب الرئيسي للتجسد والدافع له، هو محبة الله للبشرية ورغبته ليش فقط ببداية عهد جديد وإياهم يكشف به عن ذاته بشكل مباشر، بل ولتخليصهم من آثامهم المتوارثة منذ بدء الخليقة.يوحنا 16/3] وهو أمر لم يتم مصادفة فقد وعد الله به آدم وحواء إثر طردهما من الجنة، وحدث إبراهيم عنه وأخبر داود بأن من نسله سيأتي «المخلص» الذي يدعى أيضًا «المسيح». عمومًا فإن جميع نبؤؤات العهد القديم تحدثت عنه، وحددت مجريات حياته، وهو ما انطبق وفق علم اللاهوت في شخص يسوع.
العقائد المسيحية تشير إلى أن الله حاول مرات عديدة خلال التاريخ البشري أن يقوم بفعل التجسد، غير أن ما أعاقه فعلاً هو الخطايا والأثام التي يرتكبها المختارون حتى الأنبياء منهم،(2) وبالتالي فهو لم يستطع التجسد حتى ظهور مريم العذراء التي كانت مطيعة للشريعة ولم تخطأ أو تخالف إرادة الله، وقبلت بحرية أن تكون أم الابن، فمن خلال قبولها ساهمت مساهمة فعلية في العمل الخلاصي، وانطلاقًا من هذا المعتقد يكرمها المسيحيون. أيضًا فإن علماء اللاهوت ومفسري الكتاب المقدس يرون أن سلاسل نسب المسيح المذكورة في إنجيل متى وإنجيل لوقا تندرج في بعدها الرمزي في إطار العثرات التي وضعها البشر في وجه التجسد.